# Summer World University Games 2025/Teilnehmer (Guyana)
| Gelbes Symbol für Goldmedaillen mit stilisierten Olympischen Ringen | Graues Symbol für Silbermedaillen mit stilisierten Olympischen Ringen | Braundes Symbol für Bronzemedaillen mit stilisierten Olympischen Ringen |
| ------------------------------------------------------------------- | --------------------------------------------------------------------- | ----------------------------------------------------------------------- |
| —                                                                   | —                                                                     | —                                                                       |

Guyana nahm an den Summer World University Games 2025 vom 16. bis zum 27. Juli mit einer Athletin teil.

## Teilnehmer nach Sportarten

### Taekwondo
| Athleten             | Wettbewerb        | Qualifikation | Qualifikation | Achtelfinale       | Achtelfinale | Viertelfinale | Viertelfinale | Halbfinale    | Halbfinale    | Finale        | Finale        | Rang |
| Athleten             | Wettbewerb        | Gegner        | Ergebnis      | Gegner             | Ergebnis     | Gegner        | Ergebnis      | Gegner        | Ergebnis      | Gegner        | Ergebnis      | Rang |
| -------------------- | ----------------- | ------------- | ------------- | ------------------ | ------------ | ------------- | ------------- | ------------- | ------------- | ------------- | ------------- | ---- |
| Frauen               |                   |               |               |                    |              |               |               |               |               |               |               |      |
| Ceili Marie Peterson | Kyorugi bis 49 kg | Freilos       | Freilos       | S. Garcia Marquina | 0:2          | ausgeschieden | ausgeschieden | ausgeschieden | ausgeschieden | ausgeschieden | ausgeschieden | 9    |